# Verges (Franciaország)
Verges egy település Franciaországban, Jura megyében. Lakosainak száma 197 fő (2022. január 1.). Verges Blye, Châtillon, Publy, Vevy és Hauteroche községekkel határos.

## Népesség
A település népessége az elmúlt években az alábbi módon változott:
| Lakosok száma | 95   | 134  | 154  | 171  | 188  | 192  | 191  | 193  | 193  | 197  |
|               | 1968 | 1982 | 1990 | 2006 | 2013 | 2015 | 2017 | 2019 | 2020 | 2022 |